# 継体天皇王族説
継体天皇王族説（けいたいてんのうおうぞくせつ、継体天皇皇族説/継体王族説）は、継体天皇がそれ以前の王統（皇統）と何等かの血縁をもつ王族（または皇族）であるという説。1950年代に提唱された継体新王朝論に反論する形で現在も幅広い分野で識者が唱えている。

## 概要
戦後になると戦前の皇国史観への反発とマルクス史観の流行から日本の古代天皇について王朝交替説が唱えられるようになった。1952年に刊行の水野祐「増訂日本古代王朝史論序説」を始めとして、直木孝次郎、井上光貞、藤間生大らによって「継体新王朝説」が唱えられた。
しかし、その後1960年代になると継体新王朝説に疑問点が提出されいくつかの「継体新王朝否定説」が唱えられるようになり、「継体新王朝説」は後退したが1970年代になると吉井巌の応神天皇の非実在説と岡田精司による継体の出自を息長氏とする説により継体新王朝説は再び支持を得た。
近年では息長氏出自説を支持するものの「簒奪」や「戦争」はなかったとする山尾幸久や継体を近江坂田郡に土着した王族の末裔とする塚口義信、継体は王族としながら雄略天皇没後に顕宗、仁賢系と継体系の勢力分裂がしたとする大橋信弥などが積極的に取り組んでいる。
継体天皇がただの地方豪族であるのか、それとも前王統となんらかのつながりのある王族であるかは現在も議論が分かれるところとなっているが本ページはそのうちの王族説を主に取り扱っている。

## 主な提唱者

### 学者
- 水谷千秋は、倭の五王は「倭」が姓で「讃」や「隋」が名前であるとし、初代の讃から武まで一貫して倭という姓を名乗っていることから倭の五王は同じ父系親族の一員であり、父系血族による世襲はこの時成立しており、継体天皇は当初から応神天皇５世との出自を称して即位していたと述べている[6]。
- 和田晴吾は、今城塚古墳の石棺は竜山石製であり、石棺は運ぶ段階で多くの人が目にし被葬者の政治的社会的位置を示す重要なものだとして、古墳時代の中期王権の最高位を示す長持形石棺が竜山石製であり、このことは今城塚古墳の被葬者である可能性がきわめて高い継体天皇が古墳の形態、石棺の様子からも大和王権中期の大王位の正統な継承者であることを示していると述べている[7]。
- 水野正好は、稚野毛二派王は二人の娘を皇后（允恭天皇皇后となった忍坂大中姫等）と妃に出した有力な王族であり、その継承者である意冨々等王も大きな権勢をもった王族であったであろうとする。また武烈天皇時代の執政である大連大伴金村、大臣巨勢男人、大連物部麁鹿火の推挙を受け、かつ即位後もこの三人を大連、大臣に任命していることから所定の手続きを経た正当な王位継承者（皇位継承者）であるとし、皇位簒奪や新王朝説は資料、史料からして成り立たないと述べている[8]。
- 大隅清陽は、当時の王位継承は潜在的に即位の可能性のある「王族」を核として形成された派閥が利害関係で一つにまとまっているのが畿内豪族連合としての大和政権であり、かつ大王の側も「群臣」、「大夫」、和語で「マエツキミ」という畿内有力豪族らによる合議決定による推挙を必要としていたと分析し、億計王、弘計王の例のように、前大王から見て傍系にあたる人物が、豪族たちの要請をうける形で王位を継承すること自体は、これ以前においても必ずしも珍しいことではなったと述べている[9]。
- 吉村武彦は、『日本書紀』の撰上には『系図一巻』が付随していると『続日本紀』養老四年五月条に記されているとし、五世孫は事実だと述べている。また古墳研究の成果によれば同じ墳型の採用は同一の儀礼を伴う葬制の継承を意味しており、儀礼には首長権の継承儀礼が付随するとされるので、同じ王墓形式をとっていることは前代の王ないし王権を継承しているという事実も指摘している[10]。
- 大津透は、継体天皇の出自は鎌倉時代の卜部兼方による「日本書紀」の注釈書「釈日本紀」に「上宮記」にホムツワケに始まり「若野毛二俣王」以下中間四代の系譜、名前がが引用されており、用字法から「日本書紀」より古いものであること、父系二世の太郎子（意富々等王）の妹、「践坂大中比弥王」が允恭天皇のキサキ忍坂大中姫であり、安康天皇、雄略天皇に対し有力な外戚であったこと、「古事記」中つ巻の末尾、応神天皇の段の最後にわざわざ若野毛二俣王の子孫の系譜が記されていることから継体天皇の一族が有力な皇族であったことを示していると述べている[11]。
- 大橋信弥は、彦主人王の近江高島の拠点は文字どおり「別業」で、本拠は近畿中枢にあったと考え、隅田八幡神社人物画像鏡銘の「大和忍坂宮」がその本拠であったとし、摂津三島古墳群を継体一族の奥津城とみた。即位前の継体が大和忍坂宮にあり百済武寧王の奉仕を受けていた事実は、この時点で継体が大和政権の主要な構成員であったとし、近畿中枢に基盤をもたない地方豪族が政策的に大王位に擁立される必然性はきわめて薄いことから継体天皇は王族であったとする[12]。
- 河内春人は、オホド王（継体天皇）は即位に際して大伴、物部、巨勢という大豪族が推戴し、継体大王も即位直後に彼らの地位を承認していることからオホドが即位以前から一定の勢力を持ち、ヤマトの豪族も認めていたことを意味するとして継体天皇は王族出身と認められるとしている[13]。が、同時に彼は５世紀の倭王権はホムタワケ（応神天皇）を始祖とする讃グループ、済グループ、北陸グループの王族集団があり、その間での政権交代が行われたとする王族説と王朝交替説のハイブリッド説を唱えている[14]。なお、「記紀」が応神天皇を『ホムタワケ』、「上宮記」が『ホムツワケ』としており微妙に名前が異なることに関しては各王族集団が別個に系譜を作成し、時間の中で微妙に変化して伝承したものと判断している[15]。また下垣仁志氏の研究から考古学的立場の研究から古墳時代に日本列島で大きな戦争は確認できないという論を挙げて考古学的な事実を尊重すべきだとも述べている[16]。

### 作家等有識者
- 関裕二は、前方後円墳というヤマトの象徴的埋葬文化が変わらなかったこと[17]、武烈天皇の悪行とそれに続く継体天皇の擁立は中国の易姓革命説で正当化を可能にするにもかかわらず、継体を「応神天皇の五世の孫」と位置付けたことなど王朝交替説に矛盾があると指摘する。また王朝交替が実際にあってその王家が今も続いている皇室に続いているというのなら、『日本書紀』は新王朝の始祖として応神や雄略など前王朝の統治者の代わりに継体天皇を絶賛しているはずだと疑問を呈した[18]。